# Rhein-Neckar-Variobahn
Die Rhein-Neckar-Variobahn (kurz RNV) ist ein Straßenbahnfahrzeug, das von 1998 bis 2013 von Bombardier Transportation für die Rhein-Neckar-Verkehr GmbH bzw. ihre Vorgänger hergestellt wurde.

## Geschichte
1998 unternahmen die damals noch selbständigen Verkehrsbetriebe von Mannheim (MVV Verkehr AG), Ludwigshafen (VBL), Heidelberg (HSB) und die Oberrheinische Eisenbahn (OEG) den Vorstoß zur Beschaffung eines gemeinsamen Fahrzeugtyps. Zuvor waren schon 1996 von der OEG sechs Variobahnen anderer Bauform beschafft worden. Zum Vergleich mit diesen wurden der Siemens-Combino-Prototyp und der Darmstädter Wagen 9864 des Herstellers Alstom auf verschiedenen Strecken aller beteiligten Betriebe getestet. Die Ergebnisse der Probefahrten führten im Dezember 1998 zur Bestellung von zunächst 36 Variobahnen eines gemeinsamen Typs beim Hersteller ADtranz, später Bombardier, nach einem gemeinsamen Lastenheft.
Im Hinblick auf die Einsetzbarkeit im gesamten Streckennetz der beteiligten Unternehmen wurde die Wagenbreite gegenüber den OEG-Variobahnen aus dem Jahr 1996 um zehn Zentimeter auf 2,4 m zurückgenommen. Die gemeinsam bestellten Wagen tragen den Namen Rhein-Neckar-Variobahn, das Außendesign wurde neu entworfen. Mit der Abkürzung RNV für die Fahrzeuge wurde die Bezeichnung des damals noch nicht existenten gemeinsamen Verkehrsbetriebs vorweggenommen.
Sie gliedern sich in vier Varianten durch unterschiedliche Wagenlängen (fünfteilig oder siebenteilig) und die Ausführung als Ein- und Zweirichtungswagen (siehe Abschnitte Oberrheinische Eisenbahn, Heidelberg, Mannheim und Ludwigshafen).
Ursprünglich waren nur drei Varianten vorgesehen: Heidelberg und die OEG sollten fünfteilige Zweirichtungswagen von etwa 32,5 m Länge erhalten, für Ludwigshafen sollten 30,5 m lange Einrichtungswagen und für Mannheim 43 m lange Einrichtungswagen gebaut werden. Während des Baus stellte sich heraus, dass die Wagenkästen Druckversuchen nicht standhielten und wegen der notwendigen Verstärkung die geforderten Achslasten nicht eingehalten werden konnten. Dies führte dazu, dass bei den für die OEG bestellten Fahrzeugen die ursprünglich vorgesehene Fahrzeuglänge um 2 m gekürzt wurde und pro Wagenseite auf eine Doppeltür verzichtet wurde. Heidelberg hingegen änderte den Auftrag in siebenteilige Fahrzeuge ab.
Die Änderungen haben dazu geführt, dass bereits im Rohbau befindliche Wagenkästen verschrottet werden mussten und sich die Lieferung der ersten Fahrzeuge um etwa zwei Jahre verzögerte.
Bei der Bestellung der ersten Fahrzeuge wurden umfangreiche Optionen auf weitere Fahrzeuge mit dem Hersteller ADtranz vereinbart. In drei Optionslieferungen wurden bis Ende 2013 insgesamt 83 Fahrzeuge hergestellt. Als Rechtsnachfolger von ADtranz wurden sowohl die Erstlieferung als auch die Optionslieferungen durch den Hersteller Bombardier im Werk Bautzen gefertigt.
Obwohl die RNV im Jahr 2010 die Ablieferung von 71 Rhein-Neckar-Variobahnen gefeiert hatte, gelangte das Fahrzeug Nr. 4149 damals nicht ins Rhein-Neckar-Dreieck. Es wurde im Herbst 2010 direkt aus dem Werk Bautzen nach Augsburg geliefert. Dort diente der Wagen als Versuchsträger zur berührungslosen Energieübertragung nach dem Primove-System. Er wurde zu diesem Zweck von Bombardier entsprechend ausgerüstet. Nach Abschluss der Versuche sollte der Wagen zur Serienausführung zurückgebaut und an die RNV geliefert werden. Da er im Werk Bautzen beim Hochwasser im August 2010 beschädigt wurde, wurde er jedoch nicht von der RNV übernommen. Im Jahr 2013 wurde er dennoch nach Mannheim geliefert, verblieb aber im Eigentum der Herstellerfirma, die ihn zeitweise als Versuchsträger nutzt. Außerhalb dieser Zeiten steht er der RNV als Fahrschulwagen zur Verfügung, wofür er entsprechend ausgerüstet wurde. Zur Unterscheidung von den Linienfahrzeugen erhielt er die abweichende Betriebsnummer 4349.
Am 5. April 2011 gab die RNV die Einlösung einer erneuten Optionsbestellung über elf weitere Fahrzeuge vom Typ RNV6ZR bekannt, ein zwölfter Wagen wurde in dieser Bauserie als Ersatz für den zunächst nicht übernommenen Wagen 4149 mitgeliefert.
Während die 36 Fahrzeuge der Erstlieferung noch in den „Hausfarben“ der einzelnen Verkehrsbetriebe abgeliefert wurden, erfolgte die Lieferung aller Optionsfahrzeuge in der RNV-Lackierung weiß / orange / blau. Alle Fahrzeuge der zweiten und dritten Optionslieferungen sind mit Energiespeichern Mitrac Energy Saver des Herstellers Bombardier ausgerüstet.
Alle Fahrzeuge sind sowohl nach der Straßenbahn-Bau- und Betriebsordnung (BOStrab) als auch nach der Eisenbahn-Bau- und Betriebsordnung für Schmalspurbahnen (ESBO) zugelassen.

## Oberrheinische Eisenbahn

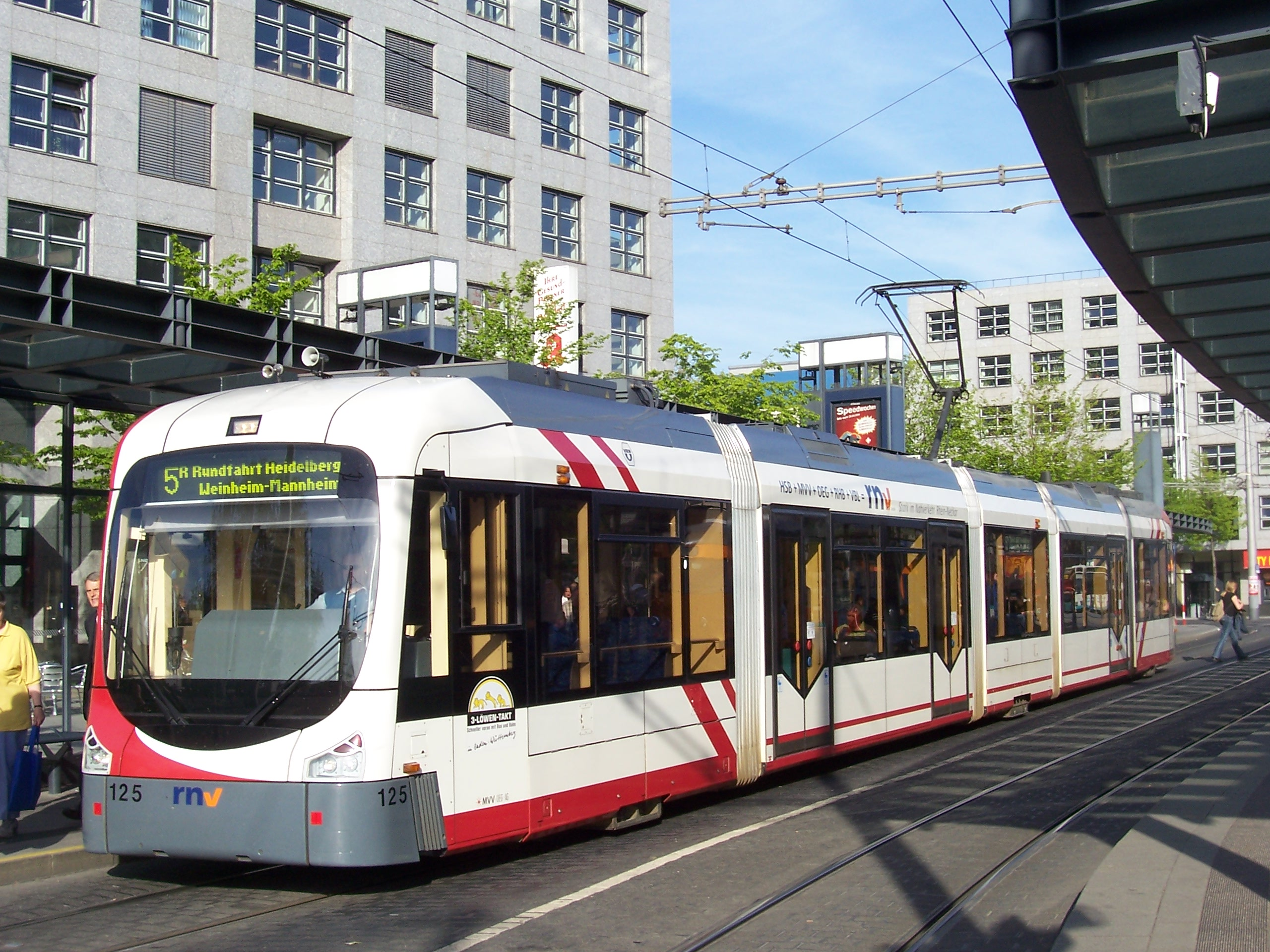
Variobahn im OEG-Design in Mannheim

Die OEG erhielt ab 2003 zehn fünfteilige, 30,5 m lange Zweirichtungswagen des Rhein-Neckar-Typs (Wagennummern 123–132, betriebliche Bezeichnung RNV6ZR).
Mit der ersten Optionslieferung kamen ab 2006 zehn weitere Fahrzeuge (Wagennummern 133–142) in den Bestand. Die sieben Wagen der zweiten Optionslieferung aus dem Jahr 2009 (Wagennummern 4143–4148 und 4150) wurden durch das Nachfolgeunternehmen RNV beschafft und sind mit Energiespeichern MITRAC Energy Saver ausgestattet. Entgegen der Bestellung wurde der Wagen 4149 zunächst nicht an die RNV ausgeliefert, da er im Herstellerwerk in Bautzen einen Hochwasserschaden erlitten hatte. Er diente stattdessen zeitweilig in Augsburg als Versuchsträger für kontaktlose Energieübertragung nach dem System Primove. Als dritte und letzte Optionslieferung wurden zwischen Januar und Juli 2013 zwölf weitere Fahrzeuge geliefert (Wagennummern 4151–4162), auch diese sind mit Energiespeichern ausgerüstet. Eines dieser Fahrzeuge wurde als Ersatz für den nicht übernommenen Wagen 4149 gebaut.
Als einzige Unterbauart der Rhein-Neckar-Variobahnen verfügen die Wagen vom Typ RNV6ZR über automatische Scharfenbergkupplungen zur Zugbildung.
Entsprechend ihrem Einsatzstandort wurden den Wagennummern der durch die OEG beschafften Fahrzeuge in der gemeinsamen Nummerierung der Rhein-Neckar-Verkehr (RNV) mittlerweile eine 4 vorangestellt (Wagennummer 4123–4142).
Das Einsatzgebiet dieser Fahrzeuge ist – gemeinsam mit den drei Mannheimer Wagen des gleichen Typs (Nr. 5761–5763) – schwerpunktmäßig die RNV-Linie 5 in Einzel- und Doppeltraktion. Einsätze im gesamten übrigen RNV-Liniennetz sind möglich und üblich.

## Heidelberg

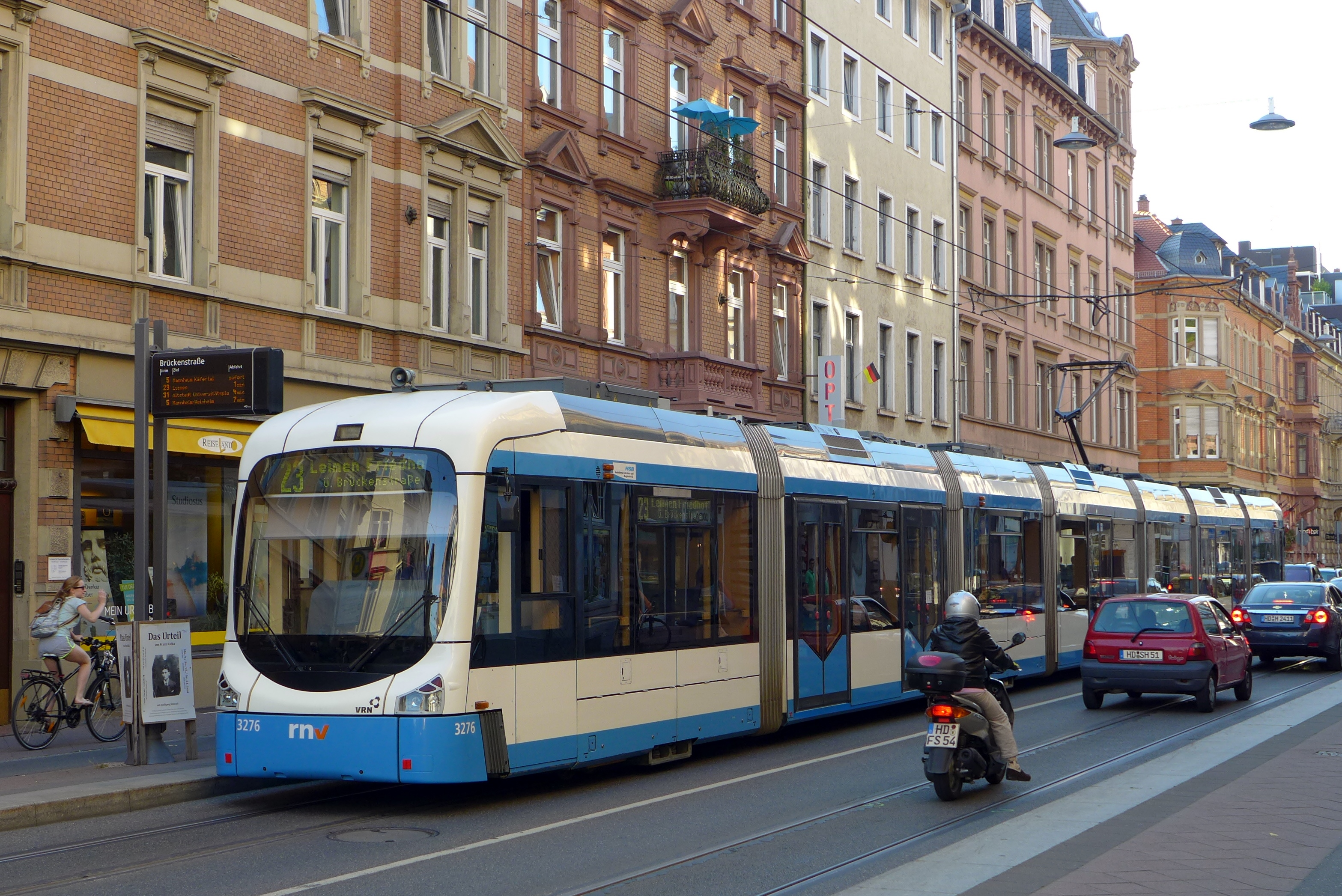
Variobahn im HSB-Design in der Brückenstraße

Ab 2003 erhielt die Straßenbahn Heidelberg acht siebenteilige, knapp 40 Meter lange Zweirichtungswagen des Rhein-Neckar-Typs (Wagennummern 273–280, betriebliche Bezeichnung RNV8ZR).
Ab Dezember 2009 wurden in Heidelberg weitere acht Variobahnen aus der zweiten Optionslieferung (Wagennummern 3281–3288) mit dem Energiespeicher-System MITRAC Energy Saver in Betrieb genommen. Sie wurden vom Nachfolgeunternehmen RNV beschafft.
Die Fahrzeuge mit Energiespeichern können auf einer Strecke von bis zu 2,4 km ohne Oberleitung verkehren und beziehen dann ihren Fahrstrom aus den Kondensatoren des Energiespeichers. Ein entsprechend ausgerüsteter Streckenabschnitt war für eine Neubaustrecke im Bereich der Universität Heidelberg im Neuenheimer Feld geplant. Derzeit wird die Möglichkeit des fahrleitungslosen Betriebs aber nicht planmäßig genutzt und ist mit der Aufhebung des Planfeststellungsbeschlusses der Campusbahn Anfang 2016 auch nicht abzusehen. Ein so ausgestatteter Triebzug kostete etwa 200 000 € mehr. Es wird erwartet, dass im normalen Betrieb mit aktivierten Energy-Savern in 15 Jahren pro Fahrzeug 300 000 € Stromkosten gespart werden.
Entsprechend ihrem Einsatzstandort wurde auch den Wagennummern der ersten acht Heidelberger Fahrzeuge in der gemeinsamen Nummerierung der RNV mittlerweile eine 3 vorangestellt (Wagennummern 3273–3280). Das Haupteinsatzgebiet dieser Fahrzeuge sind die Heidelberger Linien 22 und 23. Anlässlich von Großveranstaltungen werden einzelne Fahrzeuge gelegentlich auch an die Standorte Mannheim oder Ludwigshafen ausgeliehen. Der Wagen 3285 verkehrt seit einigen Jahren auf der Linie 5. Er wurde vorübergehend gegen zwei Fahrzeuge des kürzeren Typs RNV6ZR mit dem Standort Heidelberg getauscht.

## Mannheim

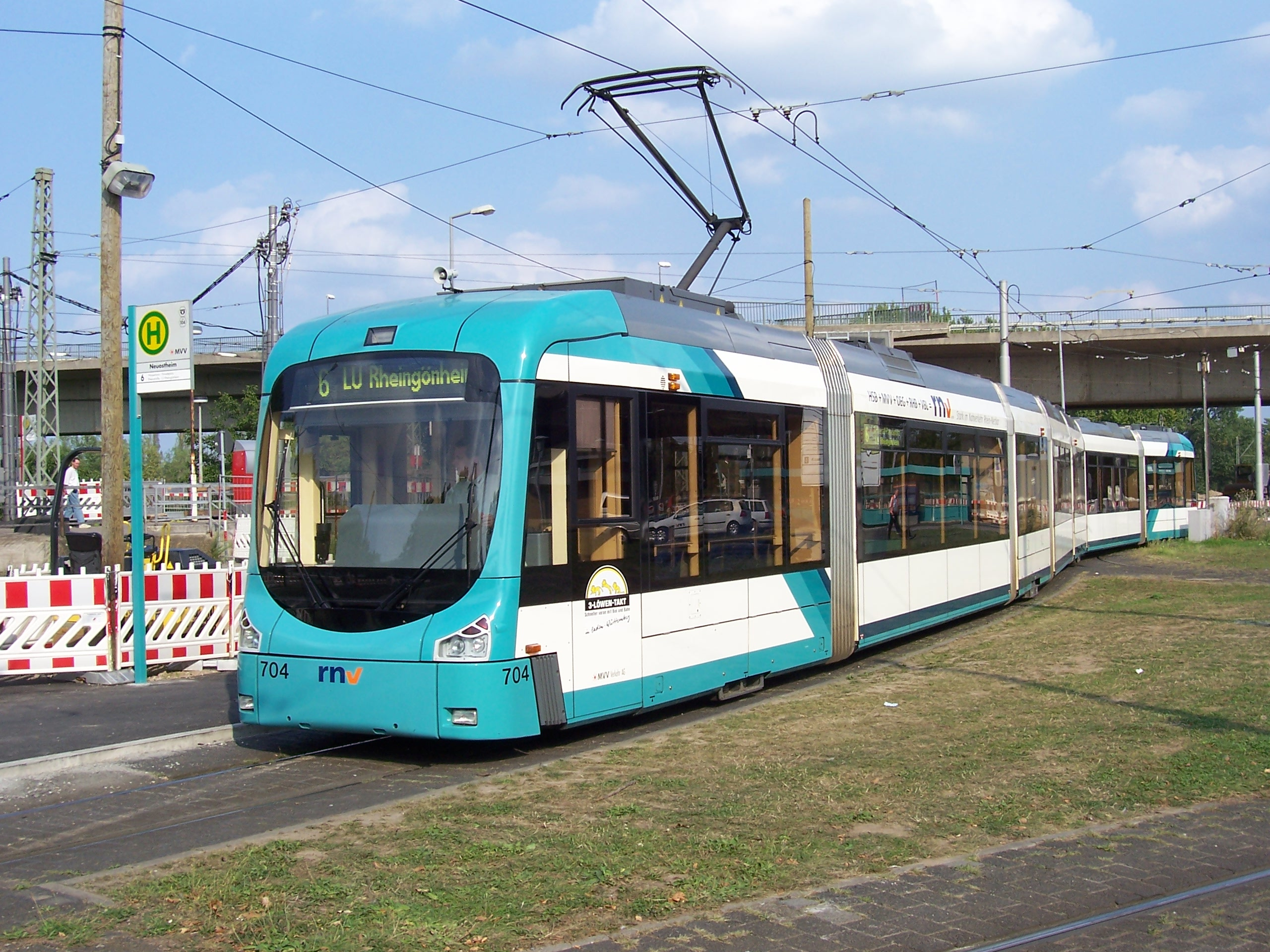
Variobahn im MVV-Design in Neuostheim

Für den Einsatz im Stadtnetz Mannheim / Ludwigshafen erhielt die MVV Verkehr AG aus der gemeinsamen Bestellung des Rhein-Neckar-Typs zehn siebenteilige Einrichtungsfahrzeuge von ca. 43 Metern Länge (Wagennummern 701–710, betriebliche Bezeichnung RNV8ER). Wagen 701 wurde als erstes Fahrzeug des gemeinsamen Typs am 1. August 2002 im Bahnhof Mannheim-Seckenheim OEG während eines Festaktes in Empfang genommen und abgeladen.
Drei gleichartige Fahrzeuge (Nr. 711–713) entstammen der ersten Optionslieferung und wurden im Mai 2007 in Betrieb genommen. Aus der ersten Optionslieferung stammen auch drei fünfteilige, 30,5 m lange Zweirichtungsfahrzeuge vom Typ RNV6ZR (Wagen-Nr. 761–763), die baugleich mit den an die OEG gelieferten Bahnen sind und mit diesen im Pool eingesetzt werden.
Aus der zweiten Optionslieferung aus dem Jahr 2010 stammen die Wagen 5714–5716, die vom Nachfolgeunternehmen RNV beschafft wurden. Wie die übrigen Wagen dieser Lieferung sind sie mit Energiespeichern MITRAC Energy Saver ausgerüstet.
Entsprechend ihrem Einsatzstandort wurden den Wagennummern der durch die MVV Verkehr AG beschafften Fahrzeuge in der gemeinsamen Nummerierung der RNV mittlerweile eine 5 vorangestellt (Wagennummer 5701–5713 und 5761–5763).
Das Einsatzgebiet der siebenteiligen Fahrzeuge sind schwerpunktmäßig die RNV-Linien 1, 3 und 4/4a. Einsätze auf den Linien 5a, 6/6a, 8 und 9 sind ebenfalls möglich.

## Ludwigshafen

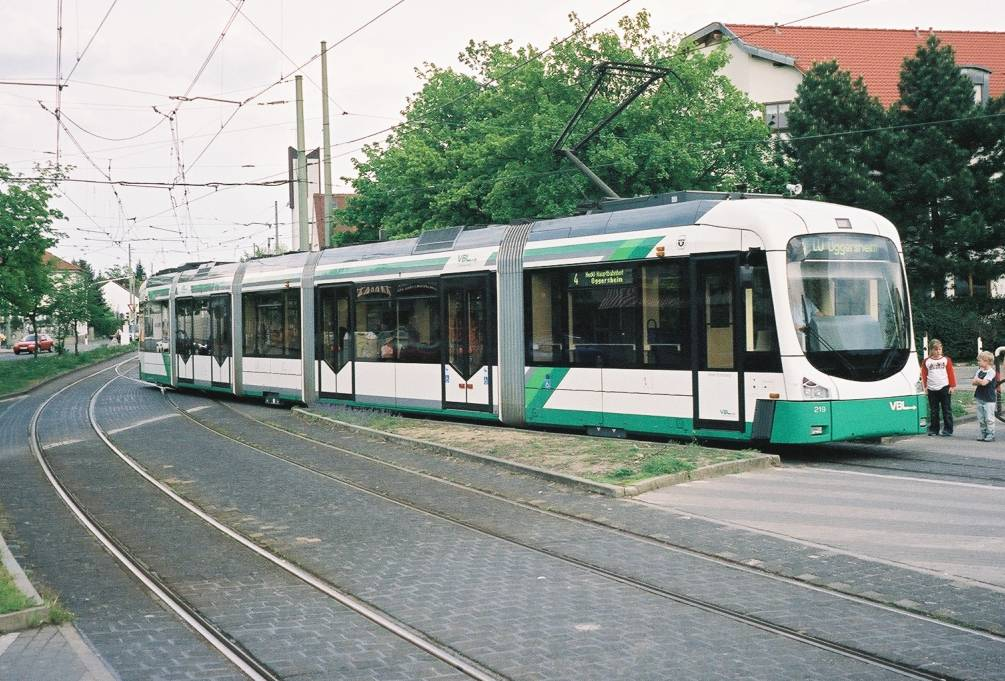
Rhein-Neckar-Variobahn im VBL-Design in Oggersheim

Für den Einsatz im Stadtnetz Mannheim/Ludwigshafen erhielten die Verkehrsbetriebe Ludwigshafen am Rhein GmbH im Jahr 2003 aus der gemeinsamen Bestellung des Rhein-Neckar-Typs acht fünfteilige Einrichtungsfahrzeuge von ca. 30,5 m Länge (Wagennummern 215–222, betriebliche Bezeichnung RNV6ER). Nachlieferungen dieses Typs aus Optionsbestellungen erfolgten nicht.
Entsprechend ihrem Einsatzstandort wurde den Wagennummern der durch die VBL beschafften Fahrzeuge in der gemeinsamen Nummerierung der RNV mittlerweile eine 2 vorangestellt (Wagennummer 2215–2222). Die Fahrzeuge kommen im gesamten Verkehrsgebiet Mannheim/Ludwigshafen, außer auf der Linie 5, zum Einsatz.

## Fahrzeuginstandsetzung
Die regelmäßige Wartung aller Bahnen erfolgt weitestgehend in den eigenen Werkstätten der RNV. Nachdem die Fahrzeuge der ersten Lieferung 12 Jahre im Einsatz waren, erfolgte zunächst am Fahrzeug 4126 eine grundhafte Instandsetzung des Wagenkastens und verschiedener mechanischer Komponenten in der Schwerpunktwerkstatt der RNV. Äußerlich auffälligstes Merkmal dieser Arbeiten war die Neulackierung in der Farbgebung der RNV. Für die übrigen 35 Fahrzeuge der ersten Lieferung wurden gleichartige Arbeiten im April 2015 europaweit ausgeschrieben. Der Auftrag wurde Anfang 2016 an VIS Verkehrs Industrie Systeme GmbH in Halberstadt vergeben. Mitte 2016 waren als erste Fahrzeuge dort die Wagen 5706 und 3276 in Arbeit. Es wurden jeweils zwei Fahrzeuge gleichzeitig bearbeitet. Der gesamte Auftrag war bis 2020 abgeschlossen, womit auch keine Rhein-Neckar-Variobahnen mehr in den Farbgebungen der Altunternehmen existieren. Seither werden die Fahrzeuge der ersten Optionslieferung (4133–4142 und 5761–5763) gleichermaßen bearbeitet.
Wagen 4139 verunfallte am 22. November 2022 beim Rücktransport von Halberstadt nach Mannheim bei Triptis in Thüringen. Der Fahrer des Schwertransports wurde leicht verletzt. Der Lastzug rutschte seitlich eine ca. 10 m tiefe Böschung herunter und die Bahn kippte um, wodurch sie stark beschädigt wurde. Das Fahrzeug dient nun als Ersatzteilspender.